# Maud de St Valery

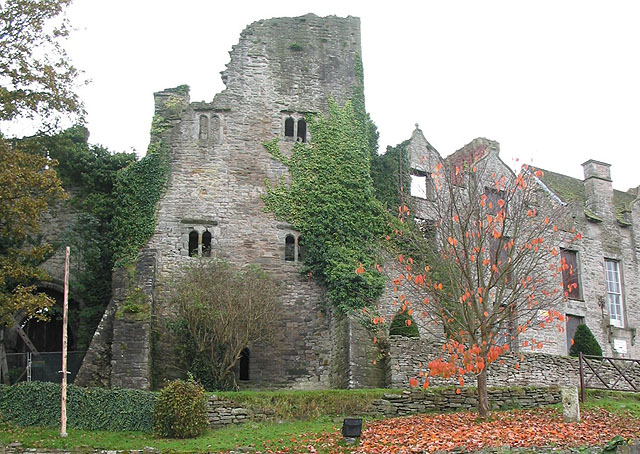
Hay Castle in Hay-on-Wye, der Sage nach von Maud de St Valery in einer Nacht erbaut

Maud de St Valery (auch Matilda de St Valery und Maud de Braose, * 1153/55; † 1210) war eine anglonormannische Adlige. Sie wurde auch als Matilda of Hay oder unter ihrem walisischen Namen Moll Walbee bekannt.

## Herkunft und Familie
Maud war die Tochter des anglonormannischen Adligen Bernard de St Valery († um 1190) und dessen Frau Eleonor aus Hinton Waldrist in Berkshire. Vermutlich in den 1170er Jahren heiratete sie William de Braose, den ältesten Sohn und Erben seines gleichnamigen Vaters William de Braose. Das Paar soll insgesamt sechzehn Kinder gehabt haben, darunter:
- Maud oder Matilda (1172–1210) ⚭ Gruffydd ap Rhys
- William de Braose (1175–1210) ⚭ Maud de Clare († nach 1220)
- Giles de Braose (um 1176–1215), Bischof von Hereford, 5. Lord of Bramber
- Margaret (1177–nach 1255) ⚭ Walter de Lacy, Lord of Meath (um 1171–1241)
- Reginald de Braose (1178–1228), 6. Lord of Bramber
- Loretta (um 1185–um 1266) ⚭ Robert de Beaumont, 4. Earl of Leicester († 1204)
- Annora (1190–1241) ⚭ Hugh de Mortimer († 1227)
- Flandrina, 1242 Äbtissin von Godstow, abgesetzt 1248

## Leben
Der walisische Chronist Giraldus Cambrensis beschreibt sie als eine „kluge und tugendhafte Frau“, doch sie war auch eine machtbewusste Frau, die selbstbewusst für ihre Rechte kämpfte. Durch das Erbe seines Vaters und seiner Großväter sowie durch die Gunst der Könige Richard Löwenherz und Johann Ohneland war ihr Mann zum mächtigsten Baron der Welsh Marches aufgestiegen. Seine in Wales eroberten Ländereien musste er ständig gegen Rebellionen und Angriffe seitens der Waliser verteidigen, wobei ihn seine Frau tatkräftig unterstützte. Ihre hartnäckige Verteidigung der Burg von Painscastle in Powys 1198 brachte der Burg den Beinamen „Matilda's Castle“ ein.
Um 1207 verlor ihr Mann die Gunst von König Johann, weil er von der für die Belehnung mit Limerick zugesagte Summe von 5000 Mark bis dato nur 700 Mark an den König gezahlt hatte. Als ihr Sohn Giles, Bischof von Hereford, 1208 wegen des Interdikts gegen England ins Exil nach Frankreich ging, verdächtigte der König die Familie der Verschwörung. Er forderte von Maud, ihren ältesten Sohn William als Geisel zu stellen. Ihre hochmütige Antwort auf diese Aufforderung führte vermutlich mit zum völligen Sturz ihrer Familie. Sie soll in Gegenwart des königlichen Boten erwähnt haben, dass sie ihren Sohn keinem Mann anvertraue, der selbst seinen eigenen Neffen getötet hätte, eine Anspielung auf das Schicksal von Johanns Neffen Arthur, an dessen Verschwinden ihr Mann vermutlich beteiligt gewesen war. Die Besitzungen der Braose wurden daraufhin vom König beschlagnahmt, worauf ihr Mann  eine offene Rebellion in Wales begann. Schließlich flüchtete er zusammen mit seiner Frau, seinem Sohn William und dessen Familie nach Irland. Als Johann sie auch in Irland verfolgte, flüchtete Maud mit ihrem Sohn und dessen Familie nach Schottland. Der schottische König Wilhelm I. hatte sich 1209 im Vertrag von Norham dem englischen König unterwerfen müssen. Wohl vor allem aus Furcht vor dem englischen König wurde den Braoses deshalb in Schottland keine Zuflucht gewährt. Sie wurden in Galloway von Duncan of Carrick gefangen genommen, der sie angeblich in Käfigen nach Carrickfergus zu Johann bringen ließ. Der König verlangte für sie und ihren Sohn ein Lösegeld in Höhe von 40.000 Mark, doch ihr Mann konnte diese ungeheure Summe nicht aufbringen und flüchtete ins Exil nach Frankreich, wo er im folgenden Jahr starb. Maud und ihr Sohn William starben im Kerker von Windsor oder Corfe Castle; der zeitgenössischen Histoire des ducs de Normandie et des rois d'Angleterre zufolge ließ Johann sie gemeinsam verhungern.

## Maud de Braose in der Sage
Die Waliser sagten ihr übernatürliche Eigenschaften nach. So soll sie die Burg von Hay-on-Wye in nur einer Nacht eigenhändig erbaut haben und die Steine für die Burg in ihrer Schürze transportiert haben. Als ihr ein Stein herausfiel, soll sie ihn genommen und in den fünf Kilometer entfernten Kirchhof von St Meilig's bei Llowes geworfen haben. Der drei Meter hohe Stein, das St Meilig's Cross, befindet sich heute noch in der Kirche.

## Literarische Rezeption
Ihr Leben diente als Vorlage für den Roman Die Herrin von Hay von Barbara Erskine, daneben spielt ihr Schicksal eine Rolle in zahlreichen weiteren Romanen wie in Der scharlachrote Löwe und Die englische Rebellin von Elizabeth Chadwick, Teufelskrone von Rebecca Gablé  oder Der vierte König von Sylvie von Frankenberg.